# Ставорово
Ставорово (пол. Staworowo) — село в Польщі, у гміні Сідра Сокульського повіту Підляського воєводства.
Населення — 122 особи (2011).
У 1975-1998 роках село належало до Білостоцького воєводства.

## Демографія
Демографічна структура станом на 31 березня 2011 року:
|          | Загалом | Допрацездатний вік | Працездатний вік | Постпрацездатний вік |
| -------- | ------- | ------------------ | ---------------- | -------------------- |
| Чоловіки | 59      | 11                 | 38               | 10                   |
| Жінки    | 63      | 8                  | 26               | 29                   |
| Разом    | 122     | 19                 | 64               | 39                   |